# Silene wilczekii
Silene wilczekii är en nejlikväxtart som beskrevs av fader Sennen, Amp; Mauricio och René Charles Maire. Silene wilczekii ingår i släktet glimmar, och familjen nejlikväxter. Inga underarter finns listade i Catalogue of Life.